# Nelly Olin
Nelly Olin (ur. 23 marca 1941 w Paryżu, zm. 26 października 2017 tamże) – francuska polityk, senator, w latach 2005–2007 minister środowiska i zrównoważonego rozwoju.

## Życiorys
Absolwentka École nationale de commerce w Paryżu. Zaangażowała się w działalność polityczną w ramach gaullistowskiego Zgromadzenia na rzecz Republiki. W latach 1985–1995 była radną departamentu Dolina Oise, od 1993 pełniła funkcję jej wiceprzewodniczącej. Od 1992 do 1995 zasiadała także w radzie regionu Île-de-France. Od 1983 radna w Garges-lès-Gonesse, w latach 1995–2004 zajmowała stanowisko mera tej miejscowości, później do 2007 była zastępczynią mera.
W 1995 wybrana w skład Senatu z ramienia gaullistów, w latach 1999–2002 była członkinią zarządu tego ugrupowania. Dołączyła następnie do współtworzonej przez tę partię Unii na rzecz Ruchu Ludowego, uzyskując w 2004 senacką reelekcję.
Od marca 2004 w rządzie Jean-Pierre’a Raffarina była ministrem delegowanym (wiceministrem) do spraw przeciwdziałania wykluczeniom. W maju 2005 dołączyła do rządu Dominique’a de Villepina jako minister środowiska i zrównoważonego rozwoju, stanowisko to zajmowała do maja 2007. W tym samym roku zadeklarowała rezygnację z dalszej aktywności politycznej.
Odznaczona Legią Honorową V klasy (2008).